# Kicked & Klawed
Kicked & Klawed è il secondo album della Sleaze/Glam metal band, Cats in Boots, uscito nel 1989 per l'Etichetta discografica EMI Records.

## Tracce
1. Shot Gun Sally 3:28
2. Nine Lives (Save Me) 3:47
3. Her Monkey 4:08
4. Whip it Out 4:14
5. Long, Long Way From Home 4:15
6. Coast to Coast 3:17
7. Every Sunrise 6:13
8. Evil Angel 3:30
9. Bad Boys Are Back 4:11
10. Judas Kiss 3:25
11. Heaven on a Heartbeat 3:48

## Formazione
- Joel Ellis - voce, armonica
- Takashi "Jam" O'Hashi - chitarra, cori
- Yasuhiro "Butch" Hatae - basso, cori
- Randy Meers - batteria, percussioni, cori

### Altre partecipazioni
- Dave Amato - cori